# Emigrate
Emigrate is het solo-project van Rammstein-gitarist Richard Z. Kruspe. Hiermee wil Kruspe zijn muzikale ideeën gebruiken die hij niet bij Rammstein kwijt kan. Het gelijknamige album bestaat uit Engelstalige nummers die door Kruspe zelf zijn geschreven en ingezongen.
De naam van de band berust op puur toeval, daar Kruspe moeite had om een naam te vinden en toevallig tijdens het kuieren een papiertje zag liggen met daarop het woord Emigrate. Dit vond hij toen zo passend dat hij besloot de band Emigrate te dopen. In tegenstelling tot wat anderen beweren heeft Kruspe Rammstein niet een jaartje opzij gezet. Integendeel, hij en de andere bandleden van Rammstein zijn onlangs opnieuw de studio ingedoken om een nieuw album op te nemen en hij blijft prioriteit geven aan Rammstein boven zijn soloproject.

## Bandleden
Volgens Richard zou deze band bestaan uit muzikanten die geëmigreerd zijn naar de Verenigde Staten. De band bestaat uit de volgende bandleden:
- Richard Z. Kruspe: gitaar en zang / Rammstein
- Arnaud Giroux: basgitaar / Axel Bauer
- Henka Johansson: drums / Clawfinger
- Sascha Moser: programming/elektronica
- Olsen Involtini: gitaar

De manager van Emigrate is Emanuel Fialik van Pilgrim Management, voorheen de bandmanager van Rammstein.

## Het album
Het album van Emigrate verscheen op 31 augustus 2007 met de volgende tracklist:
- 01. Emigrate
- 02. Wake Up
- 03. My World
- 04. Let Me Break
- 05. In My Tears
- 06. Babe
- 07. New York City
- 08. Resolution
- 09. Temptation
- 10. This Is What
- 11. You Can't Get Enough

+ 2 Bonustracks bij the limited edition 
- 12. Blood
- 13. Help me

## Videoclips
My World (2 september, Duitse MTV). In deze videoclip is Joey Letz, live-drummer van Combichrist, te zien in plaats van Henka Johansson en Margaux Bossieux. Deze clip is bovendien doorspekt met beelden van de nieuwe Resident Evil-film die later dit jaar verwacht wordt en mag dus gezien worden als soundtrack bij de film.

## Voorproefjes op het album
Op 5 september 2006 werd eindelijk een voorproefje van Richard Kruspe's solo-project getoond. Het Duitse muziek management-bedrijf Pilgrim  Management - die ook het management van Rammstein verzorgt - plaatste op hun website het nummer 'Wake Up' als 2,5 minuten durend voorproefje. Ook kon je er een volledige versie van 3.37 minuten downloaden. De invloeden van Kruspe's verblijf in de Verenigde Staten is duidelijk te horen, omdat het een echt Amerikaans geluid heeft. Wel lijken de gitaar-riffs sterk op die van Rammstein.
Na lang niets meer over de band gehoord te hebben werd 27 oktober 2006 een nieuwsbrief van de band verzonden aan alle mensen die zich hierop hadden aangemeld. Hier stond vermeld dat de officiële Emigrate website 3 nieuwe nummers had gepost. Het ging hierbij om de volgende 3 nummers: 'My World', 'Babe' en 'Temptation'.
De nummers werden echter niet volledig te download gezet, maar slechts fragmenten van 35 seconden. Na deze fragmenten beluisterd te hebben, kon iedereen die zich had aangemeld op de nieuwsbrief, stemmen welk nummer diegene het beste vond. Het meest gekozen nummer zou vervolgens in zijn geheel downloadbaar worden.Dit werd uiteindelijk het liedje Babe.

## Valse geruchten
Er gingen geruchten dat de line-up van Emigrate zou zijn:
- Richard Z Kruspe (vocals and guitar / Rammstein)
- Bard Torstensen (guitar / Clawfinger)
- Jocke Skog (keyboards / Clawfinger)
- Andy Selway (drums / KMFDM)
- Stefan Olsdal (bass / Placebo)

Dit bleek een 1 april-grap te zijn. Wel maakt de drummer van Clawfinger deel uit van Emigrate.